# Guatteria ucayalina
Guatteria ucayalina là loài thực vật có hoa thuộc họ Na. Loài này được Huber mô tả khoa học đầu tiên năm 1906.